# Індіра Кастратович
Індіра Кастратович, до шлюбу Якупович (мак. Индира Кастратовиќ-Јакуповиќ, народилася 2 жовтня 1970 в Баня-Луці) — югославська і македонська гандболістка, грала на позиції правої напівсередньої; найкращий бомбардир чемпіонату світу 1997 року з 71 голом; найкраща права напівсередня чемпіонату світу 1999 року. Вважається однією із кращих гравців в історії македонського гандболу.

## Кар'єра
Індіра Кастратович грала за югославські клуби «Халас Йожеф», «Югоінспект» і «Войводац», в Македонії виступала з 1994 по 2006 роки за «Кометал Гьорче Петров», з яким з 1995 по 2006 роки неухильно вигравала чемпіонат і кубок країни, а у 2002 році виграла Лігу чемпіонів, забивши 10 голів у фіналі. Після кар'єри гравця деякий час тренувала «Вардар» зі Скоп'є.
Одружена з гандбольним тренером Зораном Кастратовичем. За походженням боснійка.

## Досягнення

### Гравець
- Чемпіонка Македонії: 1995, 1996, 1997, 1998, 1999, 2000, 2001, 2002, 2003, 2004, 2005, 2006
- Переможниця Кубка Македонії: 1995, 1996, 1997, 1998, 1999, 2000, 2001, 2002, 2003, 2004, 2005, 2006
- Переможниця Ліги чемпіонів ЄГФ: 2002
- Фіналістка Ліги чемпіонів ЄГФ: 2000, 2005
- Переможниця Кубка чемпіонів: 2002
- Півфіналістка Трофей чемпіонів: 2004

### Тренер
- Чемпіонка Македонії: 2013, 2014, 2015
- Переможниця Кубка Македонії: 2013, 2014, 2015